# Misgolas andrewsi
Misgolas andrewsi är en spindelart som först beskrevs av Henry Roughton Hogg 1902.  Misgolas andrewsi ingår i släktet Misgolas och familjen Idiopidae.
Artens utbredningsområde är Sydaustralien. Inga underarter finns listade i Catalogue of Life.